# Jan Pieterse
Johannes Aloysius Maria "Jan" Pieterse (Oude-Tonge, Oostflakkee, Holanda del Sud, 29 d'octubre de 1942) és un ciclista neerlandès, ja retirat, que fou professional entre 1965 i 1967.
Com a ciclista amateur va prendre part en els Jocs Olímpics de Tòquio de 1964, en què guanyà una medalla d'or en la prova de contrarellotge per equips, junt a Evert Dolman, Gerben Karstens i Bart Zoet. En la cursa en ruta individual acabà el 42è.
També com a amateur aconseguí el seu major èxit en una cursa per etapes en guanyar la Volta a Àustria de 1963.

## Palmarès
- 1961
  - 1r a la Ronde van Oud-Vossemeer
- 1963
  - 1r a la Volta a Àustria i vencedor d'una etapa
- 1964
  -  Medalla d'or als Jocs Olímpics de Tòquio en contrarellotge per equips
  - 1r a l'Omloop van de Baronie
  - Vencedor d'una etapa de l'Olympia's Tour